# Коміції

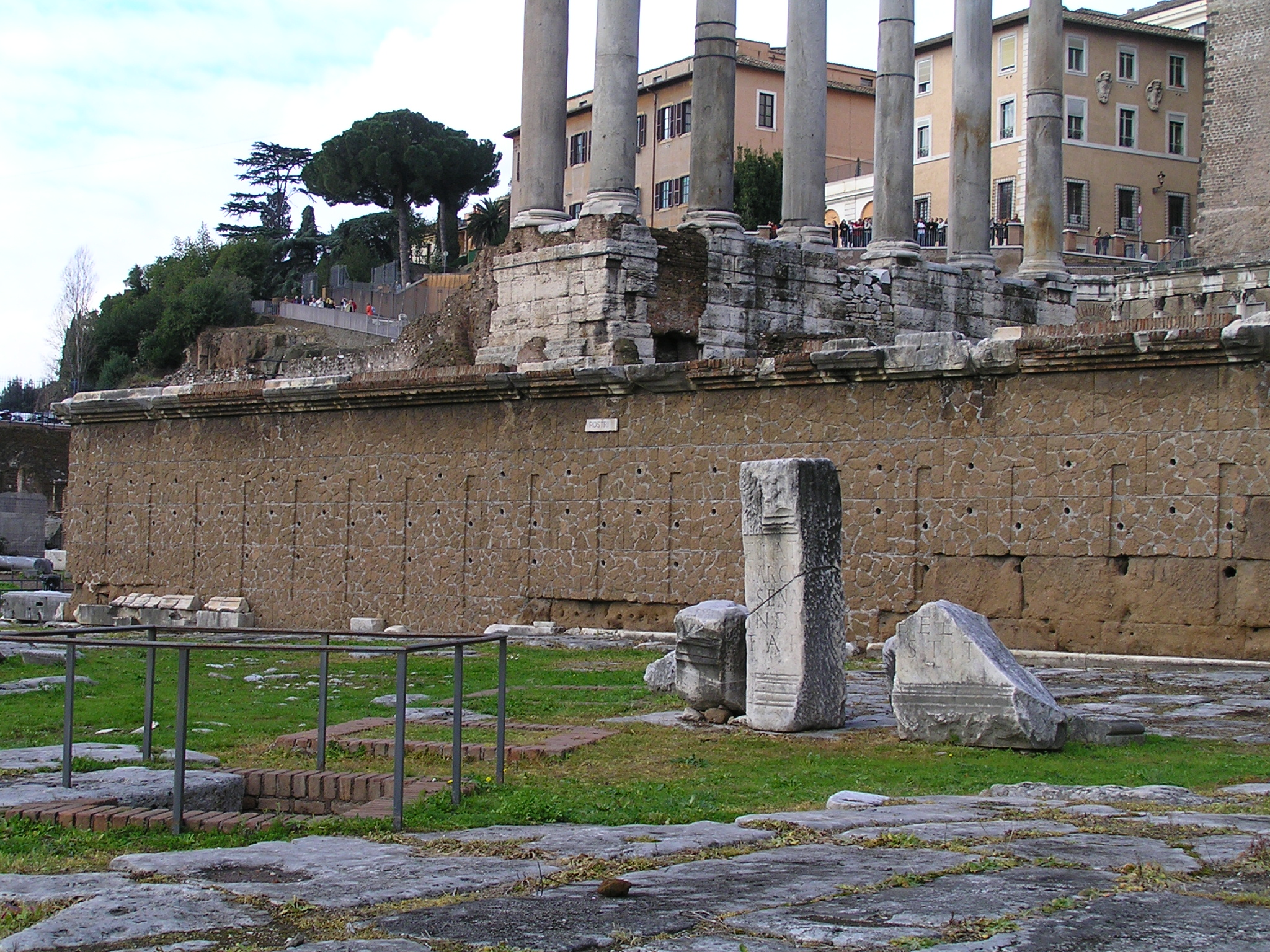
Місце зібрання коміцій біля Ростри на Римському Форумі

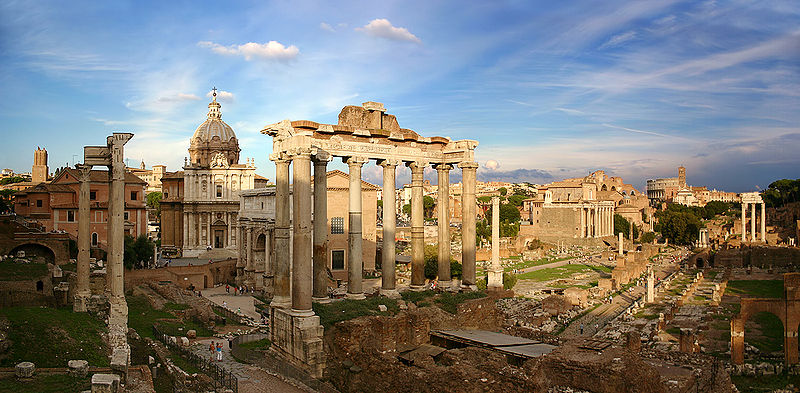
Руїни Римського Форуму

Коміції (лат. comitia, від лат. comeo — сходжусь, збираюся) — різновид народних зборів Стародавнього Риму. На відміну від консиліумів, де збиралася лише одна верства населення, коміції були зборами усього римського народу. Коміції могли скликатися лише в особливі дні, що мали назву dies comitiales; згідно підрахунків Теодора Моммзена, таких днів у римському календарі було 194.
Латинське слово лат. comitia було утворено об'єднанням слів лат. cum (разом) та лат. ire (йти). Тобто, коміції — це народні збори або народ, що зібрався. Від цього слова походить Коміціум (лат. Comitium)— місце на Римському Форумі де проводилися коміції.
Коміції були законодавчим органом і магістрати їх скликали, щоб дізнатися ставлення римських громадян до певного питання та варіантів його вирішення. До повноважень коміцій не входило винесення на голосування свого варіанту, також вони не могли робити поправки та обговорювати переваги і недоліки пропозицій. Коміції могли тільки їх ухвалювати чи відкидати.

## Види коміцій
- Куріатні коміції (лат. Comitia curiata) — збори громадян за Куріями, найдавніший вид коміцій. У царську епоху (VIII—VI століття до н. е.) вирішували питання війни і миру та обрання царів. Скликались царями і інтеррексами (верховними правителями в періоди між царями). В епоху республіки, з появою інших видів коміцій, втратили політичне значення, зберігши формальне право вручення імперія (тобто верховної влади) магістратам, а також право вирішення питань, пов'язаних з відносинами між членами родів і фамілій, і також справ релігійного характеру.
- Центуріатні коміції (лат. Comitia centuriata) — збори за центуріями, що об'єднували і патриціїв, і плебеїв за принципом майнового цензу. Згідно з історичною традицією їх було засновано в середині VI ст. до н. е. Сервієм Туллієм. Спочатку вони були зборами воїнів. Центуріатні коміції відали питаннями війни і миру, обирали вищих магістратів, виконували судові функції. Скликались вищими магістратами за померієм на Марсовому полі. Кожен клас підрозділявся на центурії. Скликалися для обрання консулів, преторів, цензорів. Крім того використовувалося для прослуховування справ по державній зраді і схвалення законів, що втім не було основною їх функцією
- Трибунатні коміції (лат. Comitia tributa) — збори всіх громадян за територіальними округами — трибам. Походять із зібрань плебсу, де обиралися народні трибуни і плебейські еділи. У результаті боротьби плебеїв з патриціями з 287 до н. е. отримали законодавчу, а потім і судову владу і право обирати всіх нижчих магістратів, перетворившись на найважливіший вид народних зборів. Скликались консулами, преторами, диктаторами і народними трибунами на Форумі або на Марсовому полі. Являли собою 35 триб, що складаються з усього населення Риму без розділення за класами. Зазвичай, якщо трибутні збори скликалися консулами або преторами, то вони проходили на Нижньому Форумі. Трибутні збори могли обирати курульних едилів, квесторів, військових трибунів, складати і приймати закони. До встановлення Луцієм Корнелій Суллою постійних судів в трибунатні коміцій могли проводитися судові процеси. У період Пізньої Республіки збиралося в основному для прийняття законів та проведення виборів.
- Калатні коміції (лат. Comitia calata) — народні збори для проведення деяких ритуальних дійств (інавгурація фламінів або священного царя), оприлюднення певних оголошень (наприклад, заповітів) та засвідчення деяких офіційний дій (наприклад, заява спадкоємця, у якій він бере на себе обов'язки з виконання заповіту).

У I ст. до н. е., з поширенням римського громадянства на вільне населення всієї Італії, система народних зборів переживає кризу. Під час Диктатури Сулли (82—79 до н. е.) повноваження народних зборів значно обмежуються, а зі встановленням одноосібної влади Октавіана Августа (27 до н. е.) і перетворення держави на імперію, відмирають судові функції коміцій, виборні функції стають формальністю. До кінця I ст. н. е. відмирають і законодавчі функції народних зборів.

## Зауваження
1. ↑  Для попереднього обговорення розглянутих питань перед коміціями магістратом скликалася сходка (лат. contio)

### Довідники
- Комиции // Малый энциклопедический словарь Брокгауза и Ефрона : в 4 т. — СПб., 1907—1909. (рос.)
- Комиции, Fasti // Энциклопедический словарь : в 86 т. (82 т. и 4 доп.). — СПб. : Ф. А. Брокгауз, И. А. Ефрон, 1890—1907. (рос.) (рос.)
- Contio // Реальный словарь классических древностей / под ред. членов Общества классической филологии и педагогики Любкер Ф., Ф. Гельбке, Л. Георгиевского, Ф. Зелинского, В. Канского, М. Куторги и П. Никитина. — СПб., 1885.(нім.)(рос.)
- Народное собрание // Новый энциклопедический словарь / Під заг. ред. акад. К. К. Арсеньєва. — 1911—1916. (рос.)

### Книжки
- Сергеев И. П. Государственные учреждения древних римлян: поздняя Республика и ранняя Империя: материалы к спецкурсу. — Харьков : ХНУ имени В. Н. Каразина, 2013. — 312 с. — ISBN 978-966-623-922-1. (рос.)